# Ковалёвка (Шишацкий район)
Ковалёвка (укр. Ковалівка) — село,
Ковалёвский сельский совет,
Шишацкий район,
Полтавская область,
Украина.
Код КОАТУУ — 5325782601. Население по переписи 2001 года составляло 895 человек.
Является административным центром Ковалёвский сельский совета, в который, кроме того, входит село
Малые Хурсы.

## Географическое положение
Село Ковалёвка находится на берегу реки Стеха,
выше по течению на расстоянии в 2,5 км расположено село Вертелецкое,
ниже по течению на расстоянии в 0,5 км расположено село Климово.
На реке сделана запруда.
Рядом с селом протекает река Грунь-Ташань.
К селу примыкает лесной массив (сосна).

## История
- XVII век — Ковалёвка упоминается как сотенное местечко.

## Экономика
- «Прометей-2000», ЧП.
- «Укрнефтегазтехнология-Буд», ООО.

## Объекты социальной сферы
- Школа.
- Дом культуры.

## Достопримечательности
- Памятник-бюст юному партизану Грише Диденко.
- Братская могила советских воинов.
- Памятный крест козацкой сотне Ковалёвки.